# Alexandra Stevenson
Alexandra Winfield Stevenson (La Jolla, Kalifornia, 1980. december 15. –) amerikai teniszezőnő. 1999-ben kezdte profi pályafutását. Egy egyéni ITF és egy páros WTA-tornát nyert meg. Legjobb egyéni világranglista-helyezése tizennyolcadik volt, ezt 2002 októberében érte el.

## Év végi világranglista-helyezései
| Év       | 1996 | 1997 | 1998 | 1999 | 2000 | 2001 | 2002 | 2003 | 2004 | 2005 | 2006 | 2007 | 2008 |
| Helyezés | 355. | 394. | 126. | 46.  | 93.  | 60.  | 18.  | 82.  | 282. | 645. | 394. | 399. | 216. |